# Công nhận các cặp cùng giới ở San Marino
San Marino đã công nhận kết hợp dân sự (tiếng Ý: unione civile) cho cả các cặp cùng giới và khác giới kể từ ngày 5 tháng 12 năm 2018.

## Quyền sống chung
Vào ngày 17 tháng 6 năm 2012, Nghị viện đã thông qua dự luật cho phép người nước ngoài có kết hôn cùng giới với công dân San Marino ở lại trong nước. Dự luật dừng việc trao bất kỳ quyền nào cho các cặp vợ chồng này (ngoài nhập cư) nhưng không được ca ngợi là một bước tiến lịch sử. Michele Pazzini, thư ký của hiệp hội LGBT San Marino, nói: "Đây là một bước nhỏ hướng tới sự công nhận đầy đủ của các cặp cùng giới." Dự luật đã được thông qua 33-20.